# Nique Clifford
Dominique Akai "Nique" Clifford (Colorado Springs, Colorado, 9 de febrero de 2002) es un baloncestista estadounidense que pertenece a la plantilla de los Sacramento Kings de la NBA. Con 1,96 metros de estatura, juega en la posición de escolta. 

## Trayectoria deportiva

### Universidad
Jugó tres temporadas con los Buffaloes de la Universidad de Colorado, en las que promedió 5,4 puntos, 3,6 rebotes y 1,2 asistencias por partido. Tras su tercera temporada solicitó su inclusión en el portal de transferencias de la NCAA.
Fue transferido a los Rams de la Universidad Estatal de Colorado, donde en su primera temporada promedió 12,2 puntos, 7,6 rebotes y 3,0 asistencias por partido, lo que le valió para ser incluido en el tercer mejor quinteto de la Mountain West Conference. En su último año como universitario fue incluido en el mejor quinteto de la MWC y además en el mejor quinteto defensivo, tras acabar promediando 18,9 puntos, 9,6 rebotes, 4,4 asistencias y 1,2 robos de balón por encuentro.

### Profesional
Fue elegido en la vigesimocuarta posición del Draft de la NBA de 2025 por los Oklahoma City Thunder, pero ese mismo día sus derechos fueron traspasados a los Sacramento Kings a cambio de una primera ronda protegida del draft de 2027.